# Getaway (singel Pearl Jam)
Getaway – trzeci singel z albumu Lightning Bolt amerykańskiej grupy Pearl Jam, wydany w styczniu 2014. Jest to pierwsza z kolei piosenka na płycie długogrającej. Skomponował ją i autorem tekstu jest Eddie Vedder.

## Personel
- śpiew, chórki - Eddie Vedder
- gitary - Eddie Vedder, Mike McCready, Stone Gossard
- gitara basowa - Jeff Ament
- instrumenty perkusyjne - Matt Cameron
- realizacja nagrania - Tom Syrowski, Lowell Reynolds
- produkcja muzyczna - Brendan O’Brien
- aranżacja muzyczna, miks - Brendan O’Brien (Studio X, Seattle; Henson Studios, Los Angeles), Billy Joe Bowers

## Notowania
| Lista                              | Pozycja |
| ---------------------------------- | ------- |
| Lista Przebojów Programu Trzeciego | 17      |